# Declan Chisholm
Declan Chisholm (né le 12 janvier 2000 à Bowmanville dans la province de l'Ontario au Canada) est un joueur professionnel canadien de hockey sur glace. Il évolue au poste de défenseur.

## Biographie
En 2016, il commence sa carrière junior dans la Ligue de hockey de l'Ontario avec les Petes de Peterborough. Il est choisi au 5e tour, en 150e position par les Jets de Winnipeg lors du repêchage d'entrée dans la LNH 2018. En 2020-2021, il passe professionnel avec le Moose du Manitoba dans la Ligue américaine de hockey. Le 13 janvier 2022, il joue son premier match dans la Ligue nationale de hockey avec les Jets de Winnipeg face aux Red Wings de Détroit. Il enregistre son premier point, une assistance, avec les Jets face aux Blackhawks de Chicago le 2 décembre 2023. Le 29 janvier 2024, il est réclamé au ballotage par le Wild du Minnesota. Il marque son premier dans la LNH lors de son premier match avec le Wild le 17 février 2024 face aux Sabres de Buffalo.

## Trophées et honneurs personnels
- LAH :
  - 2023 : participe au match des étoiles.

## Statistiques
| Saison     | Équipe                | Ligue      |    | Saison régulière | Saison régulière | Saison régulière | Saison régulière | Saison régulière |   | Séries éliminatoires | Séries éliminatoires | Séries éliminatoires | Séries éliminatoires | Séries éliminatoires |
| Saison     | Équipe                | Ligue      | PJ | B                | A                | Pts              | Pun              | PJ               | B | A                    | Pts                  | Pun                  |                      |                      |
| 2016-2017  | Petes de Peterborough | LHO        | 41 | 1                | 4                | 5                | 6                | -                | - | -                    | -                    | -                    |                      |                      |
| 2017-2018  | Petes de Peterborough | LHO        | 47 | 3                | 17               | 20               | 16               | -                | - | -                    | -                    | -                    |                      |                      |
| 2018-2019  | Petes de Peterborough | LHO        | 67 | 5                | 43               | 48               | 32               | 5                | 2 | 2                    | 4                    | 2                    |                      |                      |
| 2019-2020  | Petes de Peterborough | LHO        | 59 | 13               | 56               | 69               | 33               | -                | - | -                    | -                    | -                    |                      |                      |
| 2020-2021  | Moose du Manitoba     | LAH        | 28 | 2                | 11               | 13               | 18               | -                | - | -                    | -                    | -                    |                      |                      |
| 2021-2022  | Jets de Winnipeg      | LNH        | 2  | 0                | 0                | 0                | 0                | -                | - | -                    | -                    | -                    |                      |                      |
| 2021-2022  | Moose du Manitoba     | LAH        | 53 | 9                | 21               | 30               | 20               | 5                | 2 | 5                    | 7                    | 0                    |                      |                      |
| 2022-2023  | Moose du Manitoba     | LAH        | 59 | 5                | 38               | 43               | 21               | 5                | 0 | 4                    | 4                    | 2                    |                      |                      |
| 2023-2024  | Moose du Manitoba     | LAH        | 6  | 0                | 5                | 5                | 6                | -                | - | -                    | -                    | -                    |                      |                      |
| 2023-2024  | Jets de Winnipeg      | LNH        | 2  | 0                | 1                | 1                | 0                | -                | - | -                    | -                    | -                    |                      |                      |
| 2023-2024  | Wild du Minnesota     | LNH        | 29 | 3                | 5                | 8                | 18               | -                | - | -                    | -                    | -                    |                      |                      |
| Totaux LNH | Totaux LNH            | Totaux LNH | 33 | 3                | 6                | 9                | 18               | -                | - | -                    | -                    | -                    |                      |                      |